# SAM Basket Massagno
Maillots
SAM Basket Massagno est un club de basket-ball professionnel basé à Massagno, en Suisse. L'équipe joue en Swiss Basketball League Men depuis la saison 2008-2009, la plus haute division professionnelle de Suisse. L'équipe joue ses matchs à domicile au Palestra di Nosedo (SE Nosedo).
Pour des raisons de sponsoring SAM Basket Massagno est renommé en Spinelli Massagno.

## Histoire
Le club évolue en première division depuis la saison 2008-2009.

## Palmarès

### Champion de Suisse de deuxième division
- Vainqueur (1) : 2008

### Coupe de la Ligue
- Vainqueur (1) : 2023
- Finaliste (2) : 2019, 2021

## Joueurs notables
- Pape Badji
- Uroš Slokar